# Let L-610
O Let L-610 é um avião comercial e de transporte projetado para o transporte regional. É um monoplano asa alta. Foi a maior aeronave de transporte projetada na Checoslováquia e o primeiro com uma cabine pressurizada e tanques de combustível integrais. O L-610 foi originalmente projetado com motores Walter M602 e uma hélice de cinco pás Avia V518. Em tal configuração, era conhecido por L-610M. Como versão posterior, o L-610G voou com motores General Electric CT-7-9D e uma hélice de quatro pás HS 14 RF-23.

## História

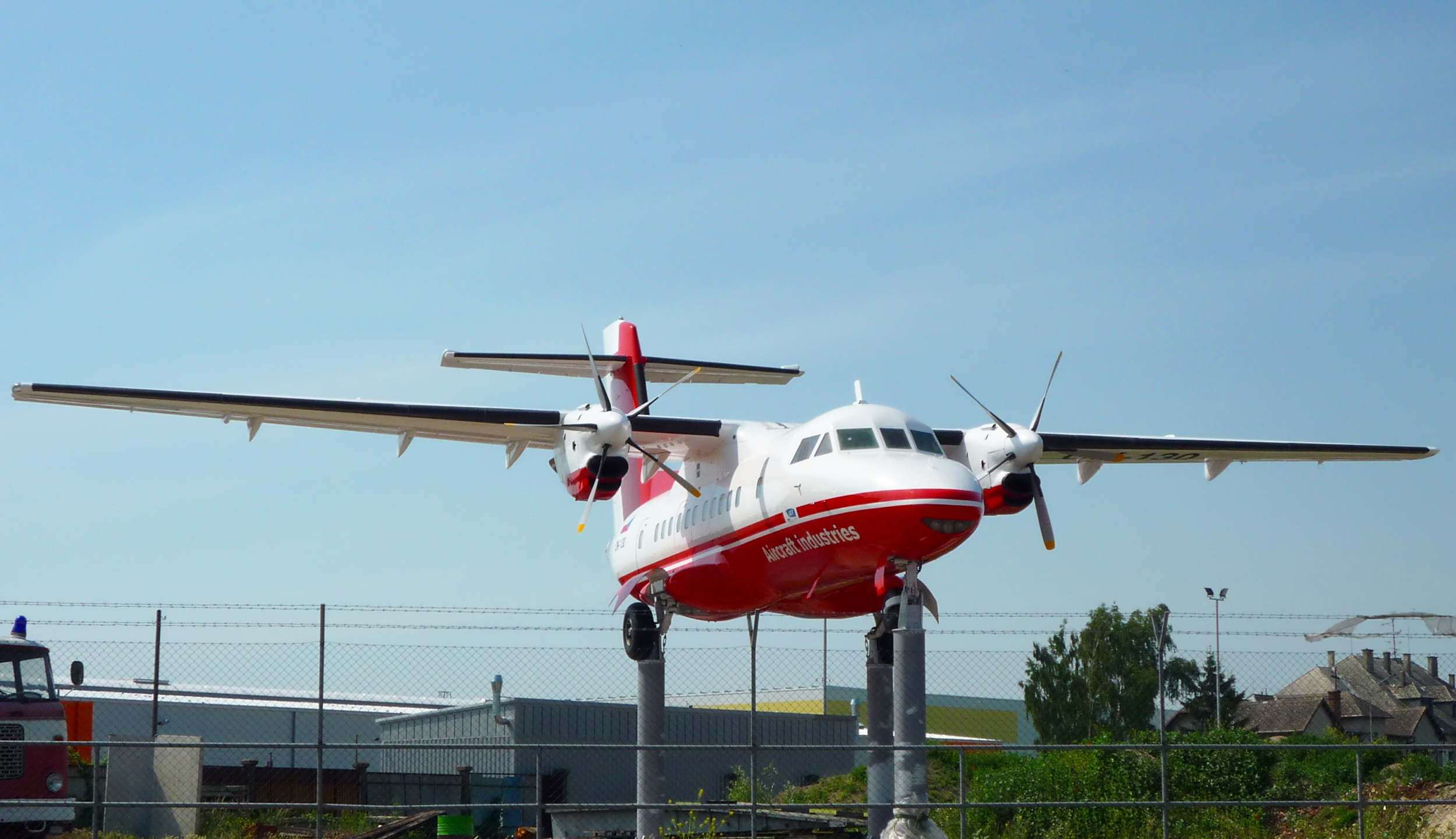
L-610M X01 em Staré Město

O L-610 seria um sucessor ao bem-sucedido Let L-410 Turbolet. O primeiro modelo surgiu em 1981 como bimotor, mas devido a problemas no desenvolvimento do novo motor Walter M602, pensava-se em criar uma variante com quatro motores Walter M601 já utilizados no L-410. Esta variante entretanto foi rejeitada em 1985 e a versão bimotora continuou a ser desenhada.
O primeiro voo estava planejado para 1987, mas não ocorreu até 28 de dezembro de 1988. Competindo de frente com o ATR 42 que teve seu certificado tipo emitido em 1985 e, no momento em que o L-610 decolou pela primeira vez, já estava em operações regulares.
Até a primeira metade da década de 1990, três protótipos tinham sido criados. Após a liberação política, as negociações iniciaram-se em 1990 com a GE, fabricante atual dos originais motores checoslovacos M601. Outros dois protótipos foram criados em 1992 e 1997 como L-610G, com os números de série 920102 e 970310 respectivamente. Por este motivo, a designação da aeronave com o motor checoslovaco M602 foi alterada para L-610M. Após a troca de propriedade do fabricante, a designação Ayres 7000 também foi utilizada a partir de novembro de 1999.
O protótipo X-05 foi testado pela Força Aérea Checoslovaca até 1994, mas não incluía armamento.
A conclusão da certificação do L-610M era esperada para 1992, com previsão de entrega para os primeiros clientes em 1995. A certificação do L-610G seria concluída em 1995, com o segundo protótipo cumprindo os requisitos do regulamento americano FAR 25, voando com a matrícula OK-CZD em maio de 1997. Esta foi a sexta e última aeronave deste modelo a realizar voos.
Após a falência dos novos donos em 2004, foi decidido continuar apenas com a produção das aeronaves L-410 e abandonar o projeto do L-610. Desta forma, o projeto desta nova aeronave, já com 15 anos de experiência, foi cancelado. A aeronave nunca concluiu o processo de certificação. Em 2006, algumas das aeronaves produzidas foram desmanteladas. Felizmente, uma aeronave foi preservada e está exibida no Museu de Aviação de Kunovice, outra é utilizada por bombeiros locais (para treinamento) e uma terceira está exibida em um pedestal na cidade de Staré Město.
Em 2017, surgiu uma notícia de que a Rússia planejava reiniciar o projeto do L-610, provavelmente na região de Sverdlovsk.
O protótipo do L-610G, que a Ayres transportou para os Estados Unidos para demonstração, estava em más condições no ano de 2018 no Aeroporto Regional de Southwest, Georgia, onde ficava a já falida Ayres.

### Reavivamento do projeto
A intenção de reiniciar o projeto do L-610 foi confirmado em setembro de 2019 pelo Ministro de Indústria e Comércio russo Denis Manturov. O desenvolvimento e a produção estará a cargo da Fábrica de Aviação Civil de Ural (UZGA) em Ecaterimburgo, onde já produz o L-410. A primeira aeronave deve ser construída em 2023. No show aéreo MAKS em 2019, a empresa aérea russa Polar adquiriu 10 desta nova aeronave.

## Variantes
- L-610, posteriormente designado L-610M, com motores Walter M602
- L-610G, conhecido também como Ayres 7000, com motores General Electric CT7-9D
- L-610MPA, versão proposta para guerra anti-submarina, baseado no L-610G[6]